# Cataleptoneta
Cataleptoneta is een geslacht van spinnen uit de  familie van de Leptonetidae.

## Soorten
- Cataleptoneta aesculapii (Brignoli, 1968)
- Cataleptoneta edentula Denis, 1955
- Cataleptoneta sbordonii (Brignoli, 1968)
- Cataleptoneta sengleti (Brignoli, 1974)